# Ник Фрай
Ник Фрай (на английски: Nick Fry) е британски управляващ директор CEO на тима от Формула 1 - Brawn GP. Той е бивш управляващ директор на Хонда Ф1.
За кратко е част от бившия тим от Формула 1 – Бритиш Американ Рейсинг, където замества напусналия директор Дейвид Ричардс, след като Хонда придобива тима в края на 2004 година.